# 臺灣動畫
臺灣動畫指在臺灣製作的動畫，或者是部分利用國外技術支持或協助的動畫作品。它深受美國動畫和日本動畫的影響。最早可以追溯到1954年的黑白動畫《武松打虎》，但目前保存下來的最早作品是《龜兔賽跑》。
在20世紀70年代，臺灣的動畫師前往美國、日本學習動畫製作技術，為臺灣的動畫行業開拓了品牌和自主製作的產業。目前，臺灣的動畫製作主要以廣告、網路和Flash動畫為主，而電視動畫和電影動畫的比例較少。

## 發展與歷史

### 1970年代-1990年代
臺灣動畫的發展至1970年代起開始，最初主要以中國傳統故事、民間傳說和信仰為題材，然而當時的票房表現不佳且虧損嚴重，因此大多數臺灣的動畫工作室仍然以代工美國和日本動畫為主。自1980年代，宏廣卡通公司取代了美國動畫代工，該動畫工作室的業務達到巔峰，然而由於薪資問題和中日斷交，日本動畫逐漸將代工轉移到中國大陸和韓國進行。由於動畫代工團隊長期以接受美國或日本動畫作品的製作任務為主，因而影響了臺灣製作團隊的原創能力，在轉型並建立自己的品牌和獨特風格上較為艱難。台灣動畫產業逐漸轉向創意與研發發展。
1990年代，行政院新聞局開始推出輔導金制度，支持了《禪說阿寬》（1994）和《魔法阿媽》（1998）等兩部動畫作品的製作。此後，公共電視台自製了《少年噶瑪蘭》（1999），台灣漫畫家與日本合作製作了《YOUNG GUNS》OVA（1995），陽光基金會製作《小陽光的天空》（1997）使臺灣動畫開始進入以本土題材作為表現之時期。同時因應高等教育開始發展，在數位內容成為重點政策的背景下，台灣的大專院校紛紛設立了動畫相關學系，包括國立臺北藝術大學、國立臺灣藝術大學、國立臺南藝術大學相繼設立動畫研究所以培養動畫學生。動畫人才培訓在接下來的十年達到了高峰，對動畫產業的產量也產生了一定的提升效果。
在此時期，臺灣動畫主要以結合本土題材和動畫表現屢獲國際動畫影展的認可。其中，獨立動畫創作者通過動畫作品傳遞臺灣文化。包括法國安錫國際動畫影展曾策劃臺灣單元以介紹臺灣的動畫創作。

### 2000年代
2000年代，臺灣興起網絡Flash動畫製作，其中《阿貴槌你喔》（2003）是政府補助的數字動畫的首個案例。然而，當時時代的學校動畫課程僅注重3D動畫和影音剪輯，忽視了美術基礎和動畫原理，同時由於中韓兩國長期接受日本動畫製作單位的代工，也是中韓動畫水平提升的主要原因之一，使得21世紀初期臺灣動畫人才培養和積極程度仍有不足。政府則於2003年成立數位內容學院，以鼓勵台灣數位遊戲和動漫產業的發展。
2010年代初期，臺灣動畫產業除了每年的產量有所增長外，更加深入地以中華文化為主題的趨勢開始出現。青禾動畫在此期間創作了動畫短片系列《笑話系列》，並在2006年於法國MIPCOM移動電視獎獲得最佳原創內容獎。而豆油瓶則以本土內容為開發方向，將多年來的原創動畫短片收錄為DVD，並出版第一部動畫工作室短篇作品集《寶島來逗陣》。
此外，此時期作品則包括中華卡通推出以閩南民間信仰為題材的《海之傳說—媽祖》（2007）、頑石創意推出中國風格的《卡滋幫》（2010）、Studio2推出以原創城鄉文化特色為特點的《小太陽》（2009）和《小貓巴克里》（2010）、冉色斯以台灣原住民背景推出的《魔踪傳奇》、和利得多媒體以漫畫家劉興欽改編的《大嬸婆與小聰明》系列，以及遊戲橘子以《水滸傳》改編的《水火108》（2010）等作品。這些作品展現了臺灣動畫產業在文化創意意識抬頭、吸取多元化的當代動畫特點。並通過跨國合作來拓展海外市場成為趨勢。頻繁的海外播出案例也加深臺灣動畫與國際合作交流，包括太極影音擔任製片商與美國太空總署合作的《土星之旅》。其商業模式規劃也變得更加嚴謹和精準，例如首映創意推出的面向學齡前幼兒的作品《姆姆抱抱》（2008）也在市場上取得了成功。
自2009年開始，第44屆金鐘獎則增設最佳動畫獎項類別，此後年年頒發。

### 2010年代-2020年代
隨新媒體和網路平台的興起，臺灣動畫市場則開啟了新的客群領域。包括對於3D動畫、視覺效果和數位媒體等學科得到了廣泛推廣，部分一些留學人員帶著新的理念和技術回國，創辦了自己的動畫工作室通過數位技術與國際接軌，並通過網絡互動交流經驗，部分獨立工作室開始積極投資並開發自製動畫作品，並籌備可符合國際動畫市場需求的動畫團隊。此前期作品包括《鑑真大和尚》（2010）、《憶世界大冒險》（2011）、《BBS鄉民的正義》（2012）、《夢見》（2012）、《我是隻小小鳥》 （2013）、《重甲機神 Baryon》（2016）。
2018年，文化部為積極輔導國內ACG產業原創內容發展，公告「原創漫畫內容開發與跨業發展及行銷補助作業要點」，補助範疇包含前期的劇本企劃、遊戲原型等開發案，以及完整製作案。，同年，《幸福路上》於獲得第55屆金馬獎獲得最佳動畫長片獎項，並於2018年東京動畫獎奪得動畫長片評審團大獎、德國斯图加特国际动画电影节拿下最佳動畫長片獎等榮譽。
2020年1月，《九藏喵窩》動畫影集作為臺灣動畫史上第一部動畫電視影集於日本地方電視台播出，2021年，公視透過前瞻基礎建設計畫補助，設定該年「動畫元年」，並推出《勇者動畫系列》、《歐米天空》、《水果冰淇淋》延伸作品《妖果小學堂》等三部動畫影集。此外，由於受到疫情影響，臺灣導演魏德聖原先籌備並創作的臺灣歷史電影系列《臺灣三部曲》，則因預算問題更改為動畫電影系列，並在同年5月開始進入實際製作階段。
2022年，文化部駐日臺灣文化中心首次在東京舉辦9部臺灣動畫的實體上映會。同年，臺灣當代文化實驗場C-LAB建置「動畫創作者基地」協助臺灣動畫特效產業發展。

## 動畫製作人員

### 導演
以下是自1990年代以來曾參與臺灣長篇動畫電影和動畫電視節目的知名動畫導演。
- 王亞泉
- 王小棣
- 石昌杰[25]
- 林博良[26]
- 王童
- 史明輝[27]
- 邱立偉[28]
- 楊紹昌[29]
- 王世偉[30]
- 蔡明欽
- 林世仁[31]
- 朱騏
- 李春永
- 林明杰
- 蔡志忠
- 蔡旭晟[32]
- 紀柏舟[33]

## 動畫工作室及公司
- 夢想動畫 Moonshine Studio （页面存档备份，存于）
- 宏廣卡通
- 西基電腦動畫
- Studio2
- 青禾動畫設計有限公司
- 琥珀動畫科技有限公司
- 豆油瓶影像動畫工作室
- 好動動畫
- 無厘頭動畫股份有限公司

- HY FILMS動畫公司 （页面存档备份，存于）

## 外部連結
- 臺灣數位藝術中心官方網站 （页面存档备份，存于）